# Partit Comunista d'Austràlia (1971)
El Partit Comunista d'Austràlia (en anglès: Communist Party of Austràlia) és un partit polític australià, fundat l'any 1971 com a escissió de l'històric i homònim Partit Comunista d'Austràlia. Després de la seva creació, va rebre el nom de Partit Socialista d'Austràlia (SPA), canviant a la seva actual denominació l'any 1996. El partit comunista d'Austràlia forma part a nivell internacional de la Trobada Internacional de Partits Comunistes i Obrers, una organització fundada l'any 1998 a iniciativa del Partit Comunista de Grècia (KKE).

## Història
En 1971 un petit grup de membres del Partit Comunista Australià (CPA) van ser expulsats per les seves tendències contra la política del Partit. Eren especialment crítics amb la política de seguidisme amb la URSS, així com per la no condemna de la majoria dels comunistes australians pel que fa a la intervenció de les tropes del Pacte de Varsòvia a Txecoslovàquia després de la Primavera de Praga, l'any 1968. Aquests membres no volien crear un nou partit de tendència més socialdemòcrata, com va succeir a Europa amb l'anomenat eurocomunisme, però tampoc volien una nova formació enquadrada en un marxisme-leninisme ortodox. Aquesta postura entrava en forta contradicció amb el Comitè Central del CPA, la qual cosa va provocar la sortida d'aquells membres del Partit.

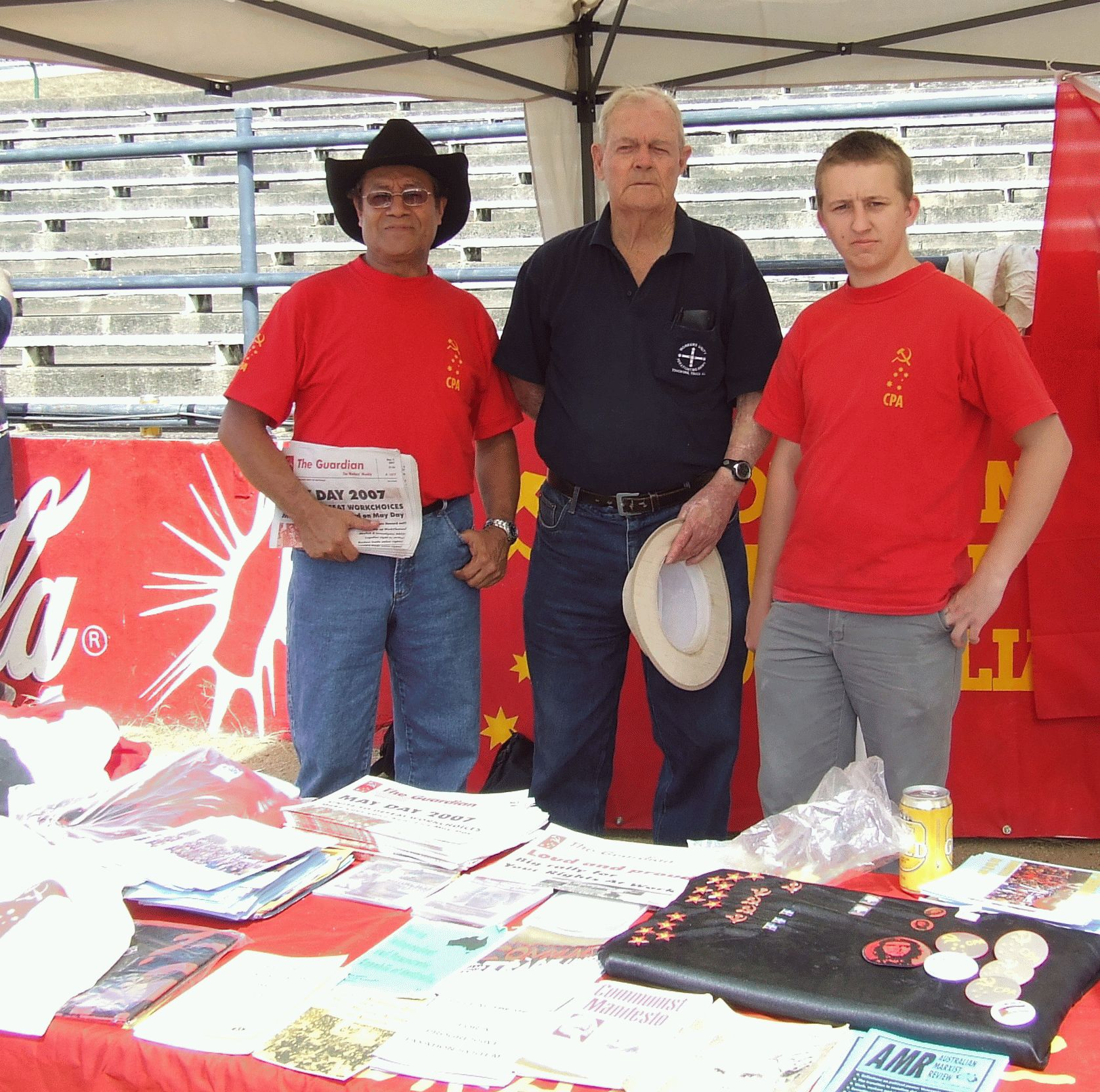
Militants del Communist Party of Australia en un lloc de venda de material del Partit, durant les celebracions de l'1 de maig de l'any 2007 a Queensland.

La fundació del SPA es va consumar després de l'expulsió del CPA dels sindicalistes Pat Clancy i Peter Symon. Symon va ser el secretari general del Partit des del seu nomenament, l'any 1972, fins a la seva mort, esdevinguda l'any 2008. Després de la mort de Symon, la presidenta del Partit, la doctora Hannah Middleton, va convocar al Comitè Central del CPA (reanomenat l'any 1996) per a l'elecció d'un nou secretari general. Al XI Congrés Nacional del CPA, celebrat a l'octubre de 2009, Middleton va ser triada nova secretària general dels comunistes australians, mentre que Vinicio Molina va assumir el càrrec de president del CPA.
L'antic CPA va ser dissolt l'any 1991, després del col·lapse del Bloc de l'Est, corrent la mateixa sort que molts altres Partits Comunistes a tot el Món. El SPA, considerat com el seu successor, va reprendre el nom de Partit Comunista d'Austràlia durant el seu VIII Congrés Nacional, celebrat en 1996.
Michael Perth va ser triat regidor de Port Adelaida, un suburbi de la ciutat d'Adelaida, l'any 1998, exercint el seu càrrec fins a l'any 2001. Durant aquest temps únicament va cobrar l'1% del seu salari, ja que la resta ho donava al CPA.
L'any 2010 obtindria de nou representació institucional, quan va aconseguir un seient al govern local de Sydney, gràcies a l'aliança electoral amb altres grups d'esquerra. Al setembre de 2012 el CPA va aconseguir la seva primera victòria política, amb l'elecció de Tony Oldfield com a conseller al parlament estatal de Nova Gal·les del Sud.
El CPA és un partit comunista de tendència marxista-leninista i lluita per la transformació revolucionària de la societat australiana. Advoca per l'establiment d'una societat socialista a Austràlia. El partit té com a objectiu canviar la direcció de la política australiana, i com a fi, reemplaçar el sistema capitalista per un sistema socialista.

## Polítiques
El Partit Comunista d'Austràlia compta amb una sèrie de mesures que regeixen la seva activitat política. A saber, són:
- La reconstrucció socialista de la societat australiana.
- Posar fi a la privatització dels serveis públics per part dels governs estatals i federal.
- Expulsar d'Austràlia a les multinacionals estrangeres.
- La reglamentació per part del Govern federal dels preus, els nivells de benefici i les taxes d'interès.
- Suprimir l'impost sobre béns i serveis.
- Expandir el sector públic de l'economia australiana.
- Augmentar el salari mínim nacional.
- Augmentar les pensions i el subsidi per desocupació.
- Reducció de les hores setmanals obligatòries.
- Reducció dels preus dels serveis públics.
- Reducció de la despesa militar.